# D級駆逐艦 (初代)
D級駆逐艦（英語: D-class destroyer）は、イギリス海軍の水雷艇駆逐艦（TBD）の艦級。1913年に駆逐艦の艦級がアルファベット順に整理された際に、30ノッター型（英: Thirty knotter class）として建造された艦のうち、2本煙突の艦がこの艦級に再種別されたものである。

## 来歴
青年学派を背景としたフランス海軍の水雷艇戦力の拡充に対抗するため、1892年度より、イギリス海軍は水雷艇駆逐艦（TBD）と呼ばれる新艦種の整備に着手した。これは水雷艇を拡大した軽量の船体、および水管ボイラーを採用した軽量大出力機関の搭載を基本としており、最初に建造された各型は27ノットの速力を実現した。
この27ノッター型（後にA級に再種別）の成功を確認したイギリス海軍は、1894年度計画より、更なる速力向上を図った発展型として30ノッター型の整備に着手し、1903年までに74隻を建造した。その後、1913年に駆逐艦の艦級がアルファベット順に整理された際に、このうちの2本煙突の艦がD級として再種別された。

## 設計
4本煙突艦を再種別したB級や3本煙突艦を再種別したC級は、複数の造船所で建造されたことから艦型が多彩だったのに対し、2本煙突艦は全艦がソーニクロフト社製であり、艦型はほぼ統一されている。基本構造は27ノッター型（A級）と同様で、いずれも水雷艇を強化・拡大したものとなっている。敵からの発見を遅らせるため、乾舷の低い平甲板型とされたことから、艦首が波浪に突っ込んだときに海水をすくい上げないように、水はけの良い亀甲型（タートルバック）とされた。また艦首よりやや後方の外板には波の打上げを減少させるためフレアが付されているほか、艦橋付近から艦尾付近までは、吃水線付近が最も幅広く、乾舷は船体内向きに内傾しているタンブルホームの形状を採用した。なお艦尾艦底部には、プロペラ先端の一部を納めるための凹みが付されている。
B・C級は各種形式のボイラーを4缶備えていたのに対し、D級はソーニクロフト式石炭専焼水管ボイラーを3缶搭載した。1・2番缶の間に第1煙突を、また3番缶の後端に第2煙突を設置している。蒸気性状は圧力220–250 lbf/in2 (15–18 kgf/cm2)、飽和温度であった。主機関もソーニクロフト製で、3段膨張4気筒レシプロ蒸気機関が踏襲された。B・C級は主機2基による2軸推進であったのに対し、本級では3基による2軸推進となっている。機関出力は5,700馬力である。海上公試では、一部を除いて30ノットという所期の速力を達成した。

## 装備
装備面では、27ノッター型（A級）のものが踏襲された。水雷艇撃攘のための艦砲は駆逐艦の第一の武器とされており、主砲としては40口径7.6cm砲（QF 12ポンド砲）1基、副砲として40口径5.7cm砲（QF 6ポンド砲）5基が搭載された。主砲は艦首甲板直後のプラットフォームに搭載された。
また、水雷艇撃攘と同時に、水雷艇と同様の雷撃任務も求められたことから、18インチ魚雷発射管2基も搭載されている。

## 同型艦一覧
| 発注/購入 | 艦名                       | 竣工       | 解体/売却              |
| --------- | -------------------------- | ---------- | ---------------------- |
| 1894-5年  | デスペレート HMS Desperate | 1897年2月  | 1920年                 |
| 1894-5年  | フェイム HMS Fame          | 1897年6月  | 1921年                 |
| 1894-5年  | フォーム HMS Foam          | 1897年7月  | 1914年                 |
| 1894-5年  | マラード HMS Mallard       | 1897年10月 | 1920年                 |
| 1895-6年  | アングラー HMS Angler      | 1898年7月  | 1920年                 |
| 1895-6年  | エアリアル HMS Ariel       | 1898年10月 | 1907年4月19日 難破沈没 |
| 1896-7年  | コケット HMS Coquette      | 1899年11月 | 1915年3月7日 戦没      |
| 1896-7年  | シンシア HMS Cynthia       | 1899年6月  | 1920年                 |
| 1896-7年  | シグニット HMS Cygnet      | 1900年2月  | 1920年                 |
| 1897-8年  | スタッグ HMS Stag          | 1900年9月  | 1921年                 |